# بهاء الدين طغرل
مالك بهاء الدين طغرل (حكم 1195-1210 م)، كان عبدًا تركيًا كبيرًا للحاكم الغوري محمد الغور الذي كان مسؤولاً عن منطقة بايانا [الإنجليزية] في ولاية راجاستان الهندية الحالية. قُبل في بيت العبيد لدى الغوريين في أوائل عهد محمد الغوري وبرز تدريجيًا كواحد من مساعديه العبيد البارزين إلى جانب قطب الدين أيبك، ولعب دورًا مهمًا في غزو الغوريين لسهل شمال الهند [الإنجليزية].
بعد أن استولى محمد الغوري على بايانا [الإنجليزية] في عامي 1195 و1196 لحراسة الجهة الجنوبية من دلهي، جعل طغرل نائبًا لبايانا. تحت إدارته، برزت منطقة بايانا لفترة وجيزة كمركز عالمي، مما شجع على توطين عدد كبير من المسلمين من جميع أنحاء خراسان. بعد اغتيال محمد الغوري في 15 آذار 1206، حُرر طغرل مثل غيره من المماليك الغوريين، وبالتالي أعلن نفسه "السلطان". توفي في عام 1210، وبعد ذلك بوقت قصير، خضعت المنطقة لحكم التتمش، على الرغم من أن عائلة طغرل استمرت في ممارسة نفوذها على منطقة بايانا [الإنجليزية] حتى بعد نصف قرن من وفاته.
كما كلف بهاء الدين طغرل ببناء عدد من المعالم الأثرية في بايانا خلال فترة حكمه والتي تضمنت مسجد تشوراسي خامبا [الإنجليزية] ومسجد أوكا ماندير وعيدجاه تم بناؤه بعد إعادة تدوير مكونات المعابد الهندوسية المهدمة.

## العمارة
وفقًا للجوزجاني المؤرخ الرئيس لسلالة الغوريين وسلطنة دلهي، قام طغرل ببناء العديد من المعالم الأثرية المفيدة في منطقة بايانا أثناء حكمه. كانت الآثار التي بناها طغرل بشكل رئيس المسجد الجماعي في أوخا ماندير والذي تم بناؤه ربما في القرن الثالث عشر الميلادي، ومسجد تشوراسي خامبا [الإنجليزية] في كامان (بهاراتبور الحالية) وإيدجا في بايانا. يشبه تركيب المسجد من حيث الحجم والعظمة مسجد قوة الإسلام الذي بناه قطب الدين أيبك في دلهي.
يتضمن نموذج بناء هذه المساجد إعادة استخدام مكونات المعابد الهندوسية التي هدمتها الجيوش الغورية. أدى بناء هذه المساجد على أنقاض المعابد المهدمة إلى حصول طغرل على لقب المحارب الأرثوذكسي للإسلام - الغازي. وبناءً على ذلك، فإن النقوش على المساجد في بايانا، أشادت به باعتباره "فاتح الكفار"، كما قدمته أيضًا باعتباره الباديشة أو السلطان. من المحتمل أن يعود تاريخ إنشاء هذه المساجد إلى عام 1206 بعد اغتيال محمد الغوري، حيث أشار إلى طغرل باعتباره "سلطانًا".

## فهرس
- Flood, Finbarr Barry (2009). Objects of Translation: Material Culture and Medieval "Hindu-Muslim" Encounter (بالإنجليزية). Princeton University Press. ISBN:978-0-691-12594-7. Archived from the original on 2023-05-29.
- Khan, Iqtidar Alam (2008). Historical Dictionary of Medieval India (بالإنجليزية). Scarecrow Press. ISBN:978-0-8108-5503-8. Archived from the original on 2022-09-27.
- Kumar, Sunil (2002). The Present in Delhi's Pasts (بالإنجليزية). Three Essays Press. ISBN:978-81-88394-00-5. Archived from the original on 2023-03-27.
- Kumar, Sunil (2007). The Emergence of the Delhi Sultanate, 1192-1286 (بالإنجليزية). Permanent Black. ISBN:978-81-7824-147-0. Archived from the original on 2023-10-30.
- Mehrdad Shokoohy; Natalie H. Shokoohy (1985). "The Architecture of Baha al-Din Tughrul in the region of Bayana, Rajasthan". In Oleg Grabar (ed.). An Annual on Islamic Art and Architecture (بالإنجليزية). BRILL. ISBN:978-90-04-07611-2. Archived from the original on 2023-04-07.
- Nizami، K. A. (1970). "Foundation of the Delhi Sultanat". في Mohammad Habib؛ Khaliq Ahmad Nizami (المحررون). A Comprehensive History of India: The Delhi Sultanate (A.D. 1206-1526) (ط. Second). The Indian History Congress / People's Publishing House. ج. 5. OCLC:31870180. مؤرشف من الأصل في 2025-02-12.
- Patel، Alka (2009). "Expanding the Ghurid Architectural Corpus East of the Indus: The Jāgeśvara Temple at Sādaḍi, Rajasthan". Archives of Asian Art. ج. 59: 33–56. DOI:10.1353/aaa.0.0008. ISSN:0066-6637. JSTOR:40863700. S2CID:192068337. مؤرشف من الأصل في 2023-11-05.
- Wink, Andre (1991). Al-Hind the Making of the Indo-Islamic World: The Slave Kings and the Islamic Conquest : 11Th-13th Centuries (بالإنجليزية). BRILL. ISBN:9004102361. Archived from the original on 2024-12-04.